# أوسكار راميريز (لاعب كرة قدم)
أوسكار راميريز (بالإسبانية: Oscar Ramírez Amaral)‏ هو لاعب كرة قدم بوليفي في مركز مهاجم ‏، ولد في 29 يوليو 1961. شارك مع منتخب بوليفيا لكرة القدم. أما مع النوادي، فقد لعب مع نادي ريال سانتا كروز.